# 黒河・ブラゴヴェシチェンスク大橋
黒河・ブラゴヴェシチェンスク大橋（こくが・ブラゴヴェシチェンスクおおはし、中国語: 黑河—海兰泡界河公路大桥、ロシア語: Мост Благовещенск — Хэйхэ）は、中華人民共和国黒竜江省黒河市とロシア連邦アムール州ブラゴヴェシチェンスクを結ぶ橋である。中露国境を結ぶ初の道路橋である。

## 概要

黒河・ブラゴヴェシチェンスク大橋（2019年撮影）

全長19.9kmのうち、中国側は6.5km、ロシア側は13.4kmである。2016年12月18日に着工され、2019年11月29日に完成した。
当初は2020年に開通予定であったが新型コロナウィルス（COVID-19）流行のため延期され、2022年6月10日に開通した。